# Lassen Volcanic nationalpark
Lassen Volcanic nationalpark ligger i norra delen av delstaten Kalifornien i USA. Lassen sträcker sig över Shasta County, Lassen County, Plumas County och Tehama County. Området har en aktiv vulkan och varma källor. 
Lassen Peak hade utbrott senast 1915 och räknas ännu som en i högsta grad aktiv vulkan. Trots att bergets sidor är snöbeklädda är det för varmt på toppen för snön. 